# Калијум хлорид
Калијум-хлорид је неорганско хемијско једињење, које се убраја у најзначајније соли калијума. Његова молекулска формула је KCl. 
Особине: 
- молекулска маса: 74.55 u
- безбојна или бела кристална супстанција
- густина: 1,987 g/cm³
- температура топљења: 776°C
- температура кључања (сублимације): око 1500°C
- добро се раствара у води (на температури од 20°C око 34 g у 100  воде)

Калијум-хлорид се у природи јавља у облику минерала силвинита, а такође и у облику соли у карналиту и каниту. 
Ова три минерала спадају у ред најзначајнијих калијумових ђубрива. Сам калијум-хлорид се користи као лек код недостатка јона калијума.